# Венгерское телеграфное агентство

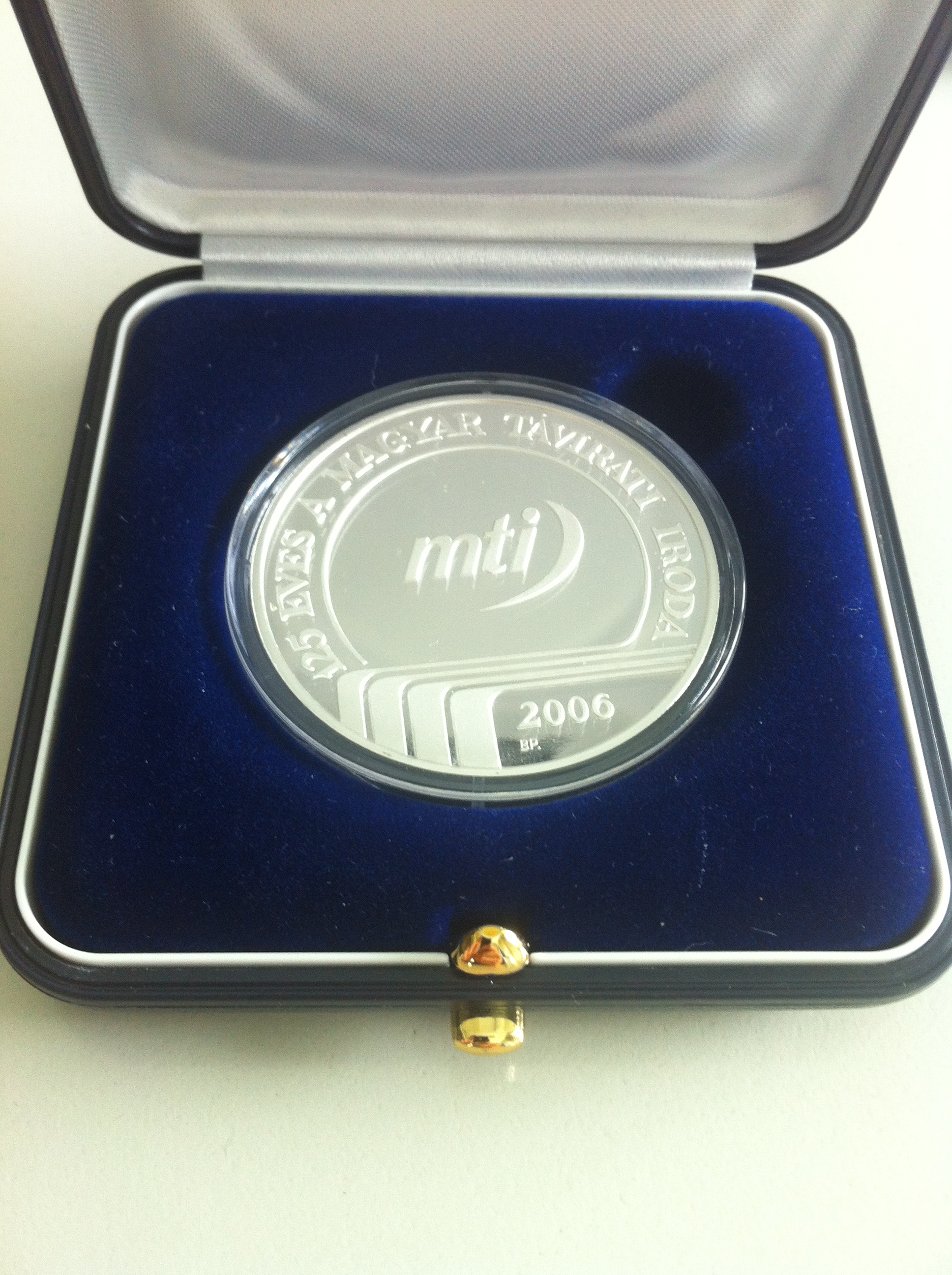
Памятная медаль к 125-летию MTI

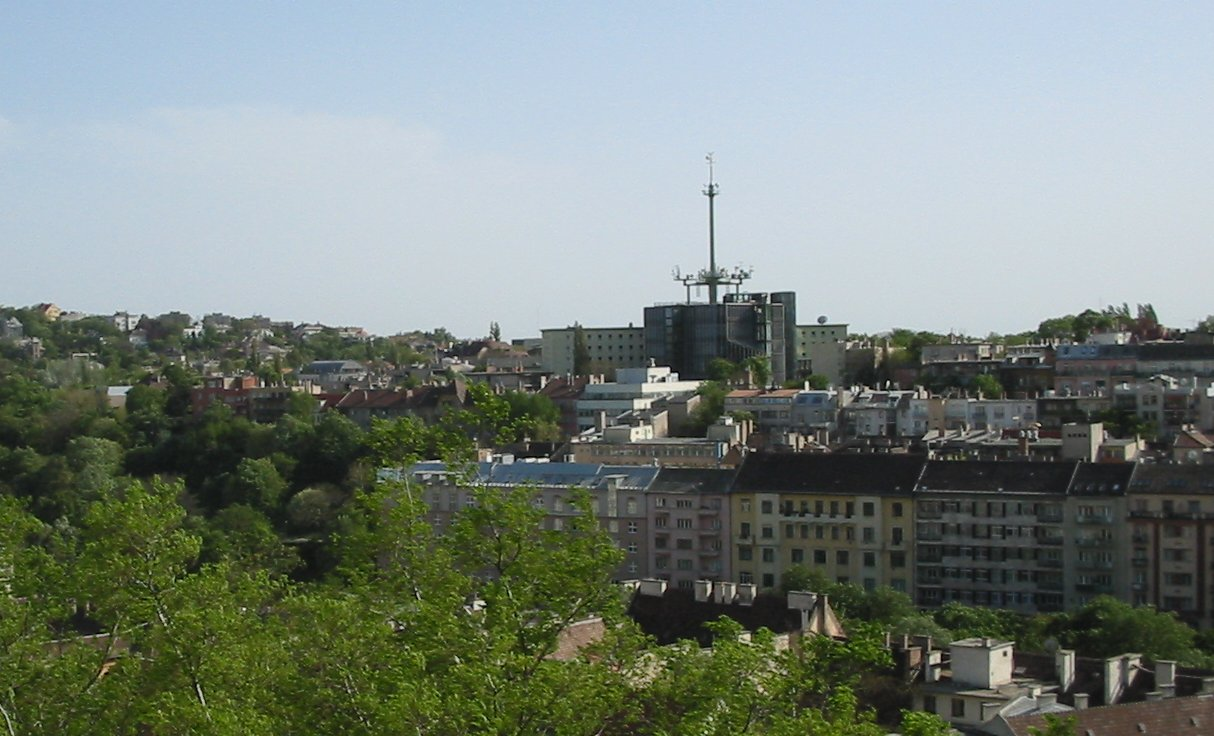
Головной офис MTI

Венгерское телеграфное агентство (венг. Magyar Távirati Iroda), сокращённо MTI — информационное агентство Венгрии, основанное 1 марта 1881 года. Принадлежало компании MTI Rt., основанной Национальным собранием Венгрии, члены консультативного органа при этой компании избираются на четыре года Национальным собранием. 1 июля 2015 года вместе с Венгерским телевидением, Венгерским радио и телеканалом Duna TV объединено в агентство Duna Média.

## Оценка деятельности
Согласно отчёту ЮНЕСКО, характеризовалось как один из наиболее надёжных и сбалансированных информационных ресурсов Венгрии, однако в связи с тем, что большая часть венгерских газет принадлежит иностранным гражданам, агентство с большим трудом находило подписчиков. Также агентство с большим трудом выдерживало конкуренцию от негосударственных СМИ, в том числе от англоязычных Budapest Business Journal и The Budapest Sun, веб-сайтов различных телерадиокомпаний и от венгерских информационных агентств, созданных при поддержке Reuters и Agence France-Presse